# Simon Vroemen
Simon Frans Vroemen (Delft, 11 maggio 1969) è un ex siepista olandese.

## Palmarès

### Mondiali indoor
- 12º (Barcellona 1995 nei 1500 metri piani)

### Europei
- 1 medaglia:
  - 1 argento (Monaco di Baviera 2002 nei 3000 metri siepi)

## Altre competizioni internazionali
2002
- 5º in Coppa del mondo ( Madrid), 3000 m siepi - 8'36"06